# Soffgruppen
Soffgruppen var ett avantgardistiskt och experimentellt jazzband från Göteborg med koppling till musikrörelsen.
Soffgruppen bestod av Matz Nilsson på elbas och kontrabas, Anders Kjellberg på trummor, percussion och bjällror, Pierre Swärd på piano, hammondorgel och koskälla  samt Clas Yngström på gitarr. På albumet Greatest Sits (Nacksving 031-02, 1975) medverkade även amerikanen Stephen Franckevich på trumpet.
De medverkade även på samlingsalbumen Nacksving - ett samlat grepp från Götet (Nacksving 031-01, 1975) och Det nyjazzte från Göteborg (Caprice Records CAP 3006, 1977).

## Diskografi
- 1975 – Greatest Sits

### Fotnoter
1. 1 2  ”Soffgruppen”. Progg.se. Arkiverad från originalet den 28 juli 2011. https://web.archive.org/web/20110728102859/http://www.progg.se/band.asp?ID=175. Läst 12 januari 2013.